# Pluk de dag (beeld)

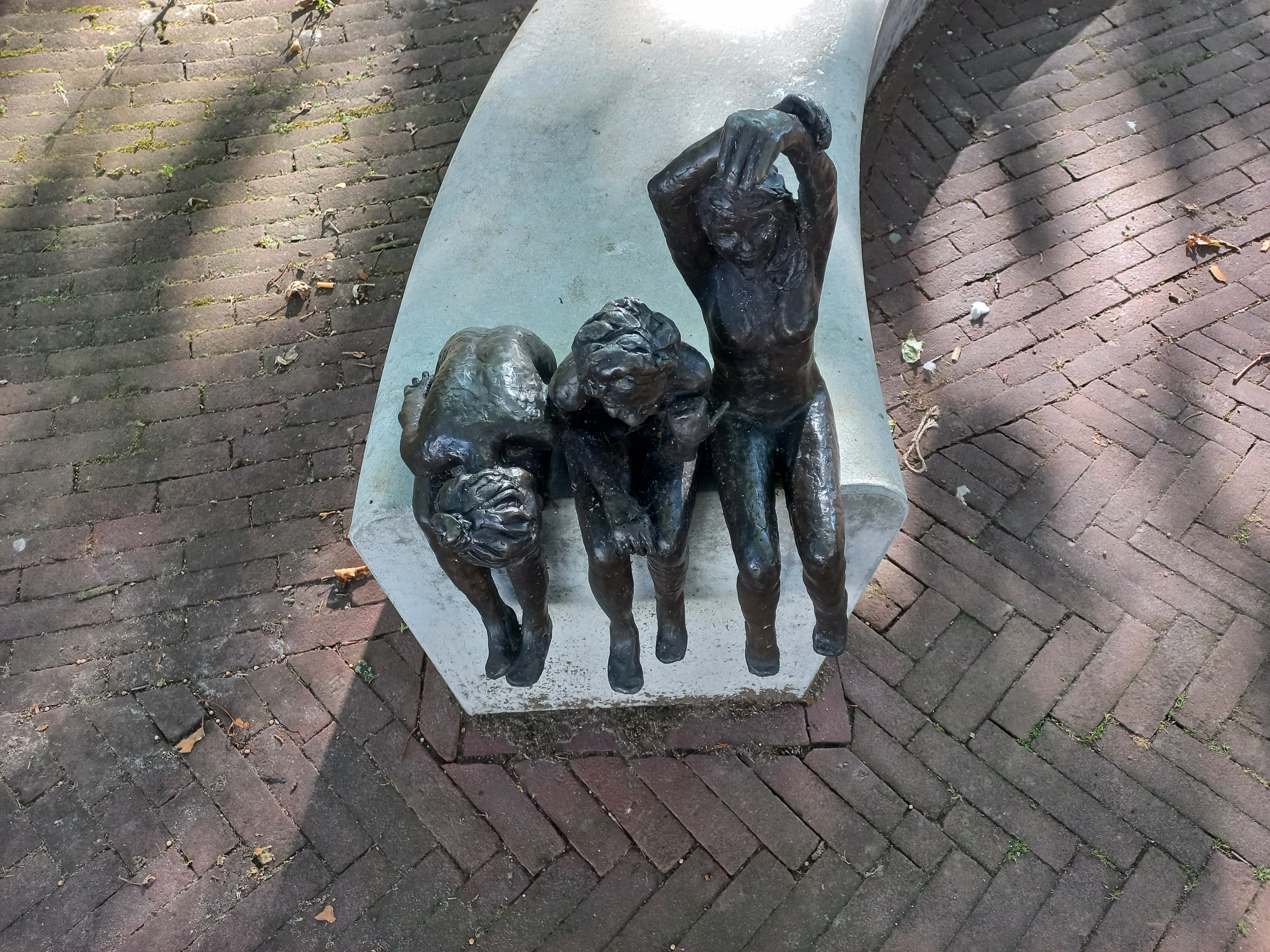
Pluk de dag (september 2023)

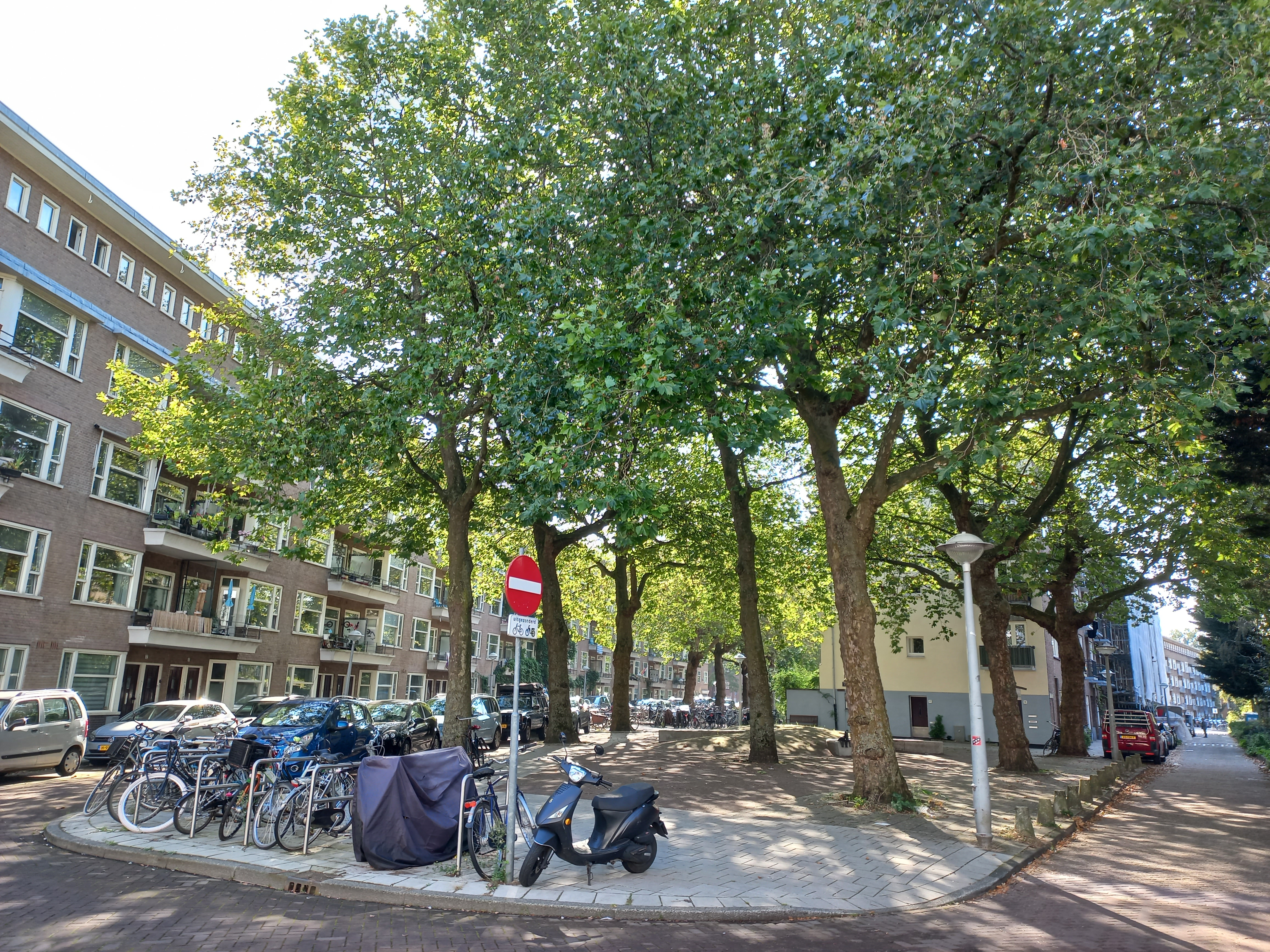
Pluk de dag onopvallend (links van voorste boom; september 2023)

Pluk de dag is een relatief onopvallend en onbekend artistiek kunstwerk in Amsterdam-West.
Het is een beeld of beeldengroep dat zit in een open ruimte aan het noordelijk eind van de Vier Heemskinderenstraat en Twee Koningskinderenstraat nabij de Bos en Lommerweg. Daar tussen beide straten ligt een speelplaats annex ontmoetingsruimte met betonnen zitbankjes. Buurtbewoonster Judith Kox ontwierp voor die plek een beeldje geïnspireerd op de aloude uitspraak Carpe diem, dat ze hier vertaalde in drie vrouwfiguren, die zich ontwikkelen van diep ineen gezeten tot zich uitrekkend. De middelste figuur geeft bovendien aan wat volgens Kox de bron is van die opgewektheid; de natuur. Volgens de infotegel uit 2017, woonde Kox hier voorheen dertig jaar dicht in de buurt.
Volgens haar LinkedInpagina was Judith Kox ten tijde van de plaatsing van het beeldje werkzaam in de journalistiek.